# Wilhelm Orgelmann

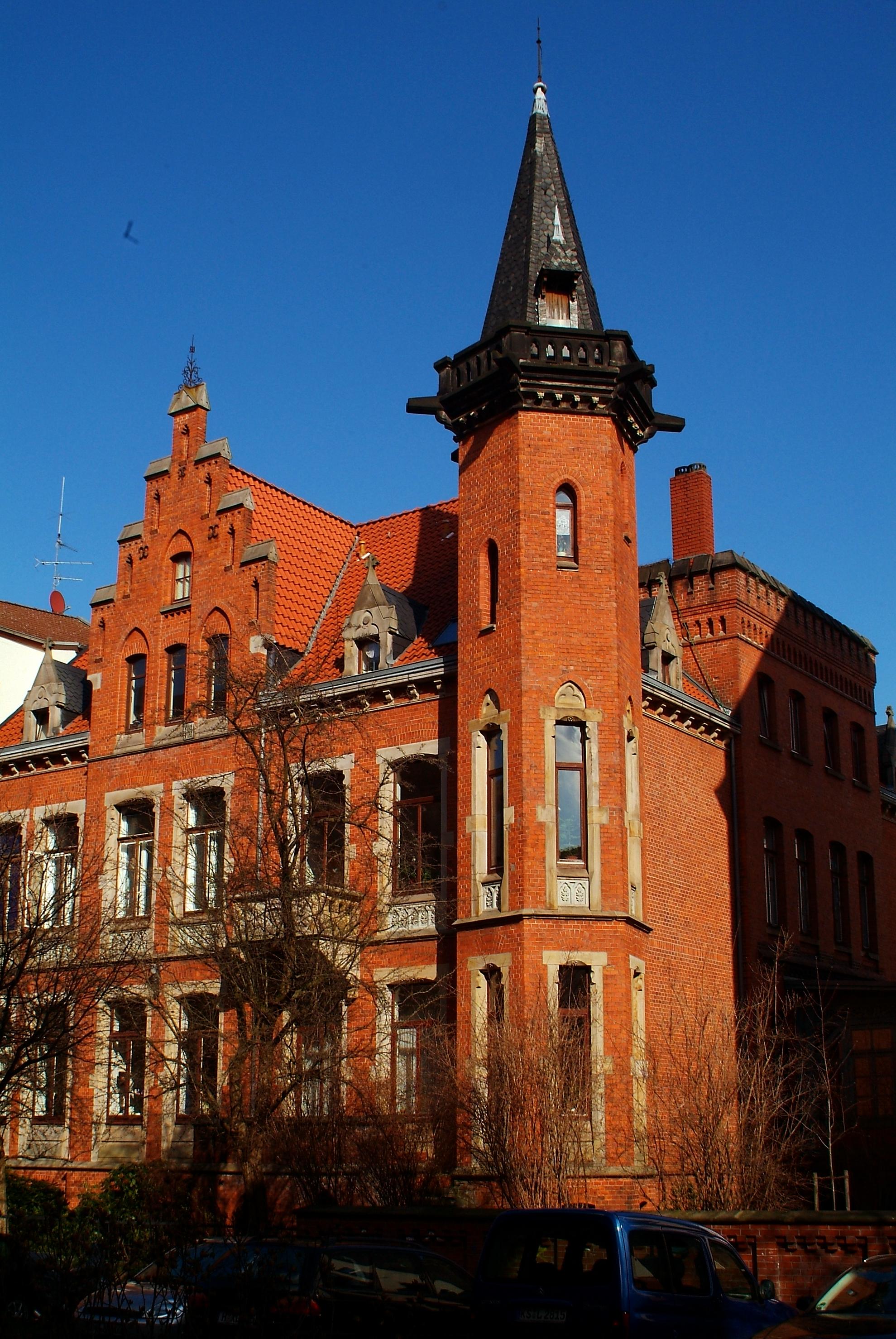
Die von Orgelmann im Stil der Neugotik 1881 errichtete eigene Villa Im Moore 24

Wilhelm Orgelmann (* 23. September 1849 in Hannover; † 6. Oktober 1898 ebenda) war ein deutscher Architekt der Neugotik sowie hannoverscher Kommunalpolitiker.

## Leben
Geboren in der Residenzstadt des Königreichs Hannover, studierte Wilhelm Orgelmann an der Königlichen Baugewerkschule Nienburg, bevor er ab 1868 als Bauführer tätig wurde.
Später studierte Orgelmann von 1875 bis 1876 unter der Matrikelnummer 6280 als Schüler von Conrad Wilhelm Hase an der Polytechnischen Schule Hannover, bevor er als selbständiger Architekt in Hannover tätig wurde.
1881 errichtete er sich – noch auf freiem Felde – eine eigene großbürgerliche und in Backstein ausgeführte Villa unter der heutigen Adresse Im Moore 24.
Laut der in den Vereinigten Staaten von Amerika erschienenen deutschsprachigen Tageszeitung Indiana Tribüne wirkte Wilhelm Orgelmann in der Kommunalpolitik als Bürgervorsteher des 13. Distrikts, nach dem Klagesmarkt auch als Klagesmarktdistrikt bezeichnet, also als Mitglied des Hannoverschen Bürgervorsteherkollegiums.

## Weitere Werke

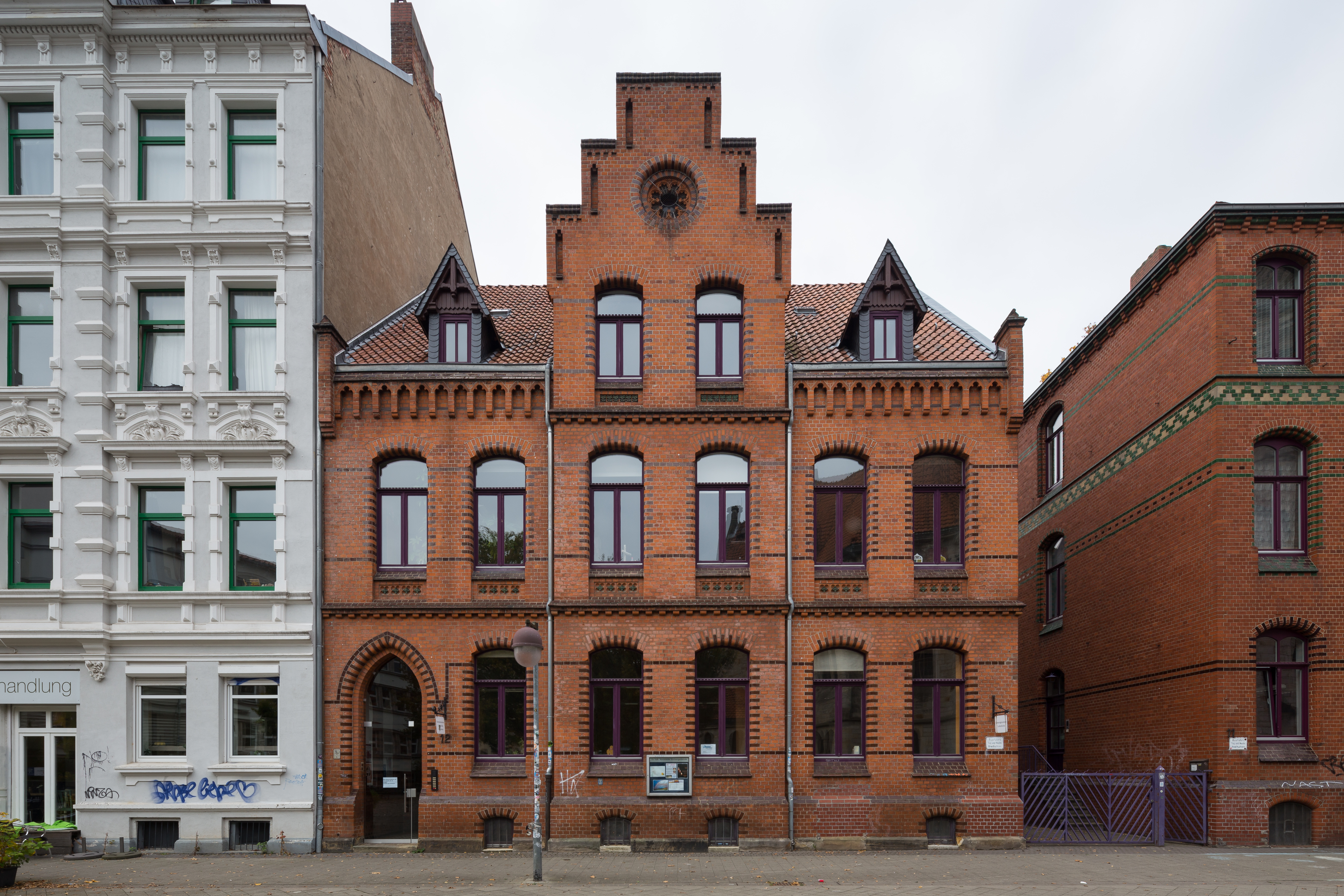
Das erste Pfarrhaus der Lutherkirche

Zu den weiteren von Orgelmann errichteten Wohngebäuden vor allem in der Nordstadt von Hannover zählt das denkmalgeschützte erste Pfarrhaus der Lutherkirche.
Orgelmann entwarf mehrere städtebauliche Projekte für die Altstadt von Hannover, die jedoch nicht ausgeführt wurden.